# Zygmunt Martyniak
Zygmunt Stanisław Martyniak (ur. 14 kwietnia 1907 w Piotrkowie Trybunalskim, zm. wiosną 1940 w Charkowie) – polski prawnik i sportowiec, działacz akademicki i społeczny, podporucznik pilot rezerwy Wojska Polskiego, ofiara zbrodni katyńskiej.

## Życiorys

### Młodość, wykształcenie i praca zawodowa

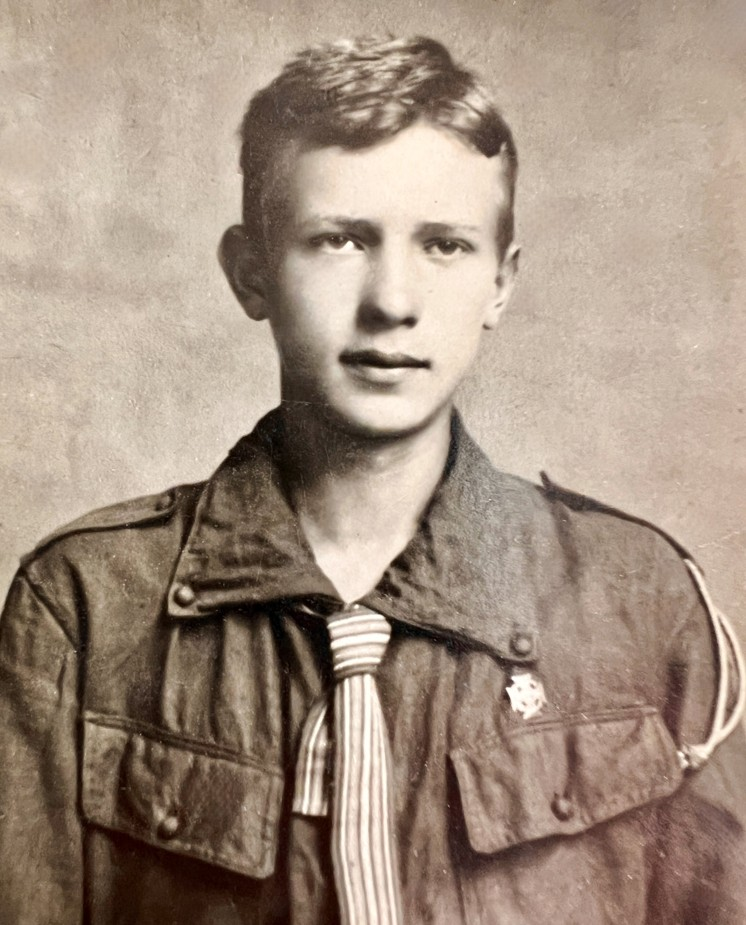
Zygmunt Martyniak w okresie szkolnym, Lublin 1920.

Jego rodzice – Tomasz Martyniak i Antonina z Szulców – mieszkali w Hajnówce (Puszcza Białowieska), a od 1915 na stancji w Pudrzejowicach, leżących przy linii kolejowej Warszawa – Baranowicze. Pod koniec sierpnia 1915 postanowili ewakuować się do Charkowa, gdzie zamieszkali przy ulicy Czebotarskiej 42. Tutaj Zygmunt Martyniak rozpoczął naukę w Polskim Gimnazjum Realnym Zbigniewa Szczawińskiego. Wiosną 1918 rodzina Martyniaków wróciła do Polski, gdzie kilka miesięcy przebywała w Warszawie, a następnie przeprowadziła się do Lublina i zamieszkała przy ulicy 3-go Maja pod numerem 6, gdzie jego ojciec Tomasz objął restaurację w luksusowym hotelu „JANINA”, jednym z najnowocześniejszych w tym czasie obiektów w Lublinie, o czym 23 marca 1919 zawiadamiał na pierwszej stronie „Głosu Lubelskiego”. Ponadto jako restaurator, był członkiem „Zrzeszenia Restauratorów Ziemi Lubelskiej” (podobnie jak jego brat bliźniak Stanisław Martyniak - ojciec Czesława), który w 1920 wsparł Polski Czerwony Krzyż oraz fundusz im. Piłsudskiego. Zygmunt kontynuował naukę w drugiej klasie Gimnazjum Realnego Zrzeszenia Nauczycieli, noszącego następnie nazwę Gimnazjum Państwowego im. Hetmana Jana Zamoyskiego. W tym okresie należał do harcerstwa, a także reprezentacji sportowej młodzieży szkolnej Lublina, która m.in. 23 września 1923 brała udział w zawodach piłki nożnej i lekkoatletycznych pomiędzy reprezentacjami Lublina i Lwowa. Po śmierci ojca w 1924 cały ciężar związany z wykształceniem i wychowaniem Zygmunta spadł na jego matkę.

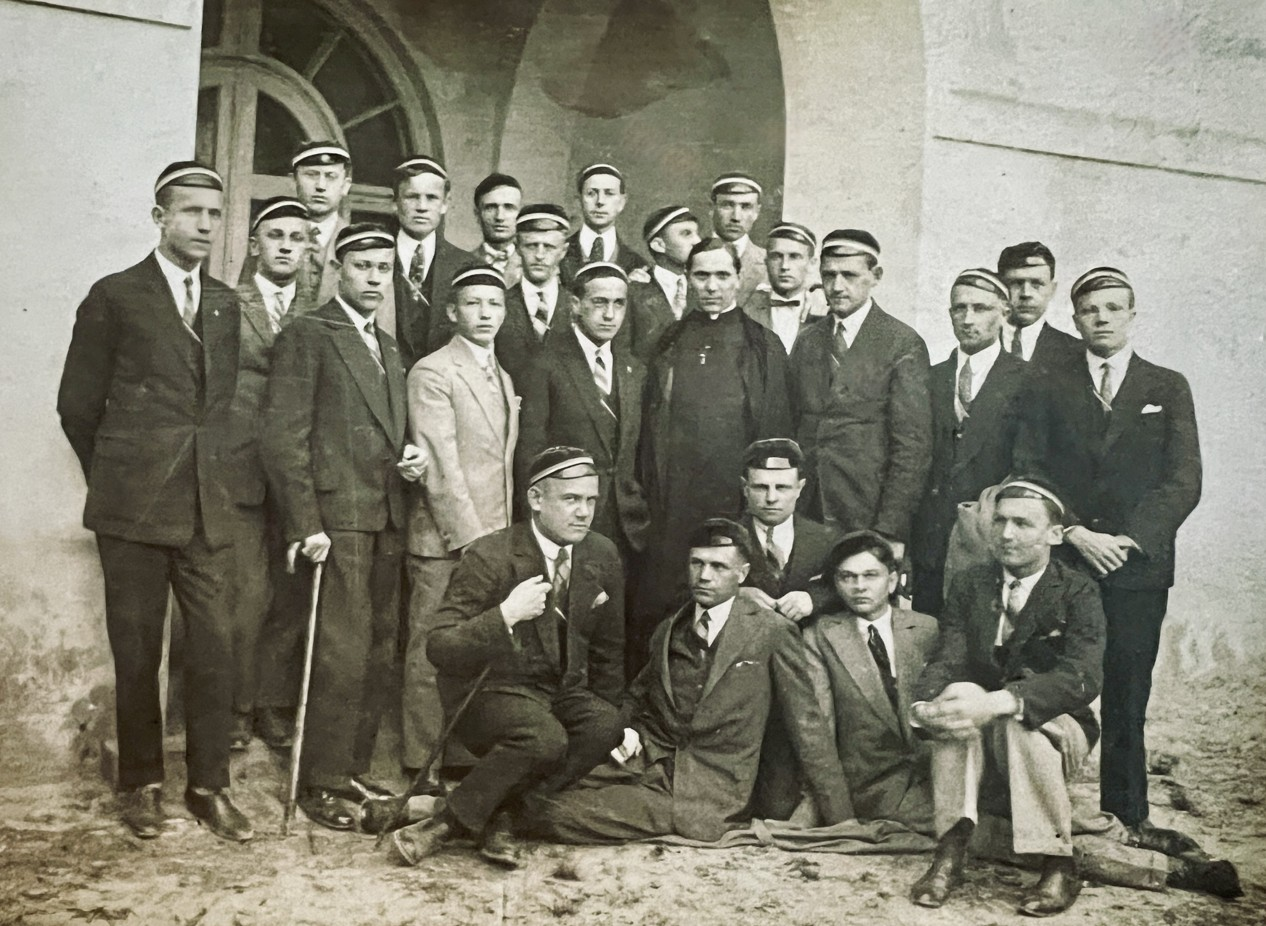
Zygmunt Martyniak (pierwszy z lewej) w okresie studenckim, Lublin ok. 1929.

  W czerwcu 1926 Zygmunt Martyniak zdał egzamin maturalny i został przyjęty na Wydział Prawa i Nauk Społeczno-Ekonomicznych Uniwersytetu Lubelskiego (od 1928 Katolickiego Uniwersytetu Lubelskiego), gdzie studiował prawo i ekonomię. W okresie studenckim był działaczem akademickim. Należał do założycieli Korporacji Akademickiej Korabia (wchodzącej w skład Zjednoczenia Polskich Akademickich Korporacji Chrześcijańskich), w której w latach 1928/29 był prezesem.  Ponadto był członkiem zarządu Bratniej Pomocy KUL (BPKUL) 1927/28, a w roku akademickim 1928/29 piastował stanowisko prezesa BPKUL . Działał także w Stowarzyszeniu Katolickiej Młodzieży Akademickiej „Odrodzenie” na KUL-u, gdzie w latach 1928/29 w zarządzie organizacji kierował m.in. sekcją filozoficzną  i sekcją społeczną. W okresie studenckim, w organizacji tej współpracował m.in. z późniejszą żoną Heleną Janczewską - kierowniczką do spraw kobiecych (1925/26), kuzynem Czesławem Martyniakiem - kierownikiem sekcji filozoficzno-religijnej (1925/26), a także ks. Stefanem Wyszyńskim - kierownikiem sekcji zagadnień narodowych (1925/26). W marcu 1933 – jako senior „Odrodzenia” – na zebraniu ogólnym, omówił nową ustawę o szkołach akademickich. Będąc jednym z absolwentów w październiku 1936 podpisał odezwę Alma Mater Lublinensis, do byłych słuchaczy Katolickiego Uniwersytetu w Lublinie, o zapisywanie się na członków Towarzystwa Przyjaciół KUL oraz udział w organizowaniu zbiórki, którą Uniwersytet corocznie urządzał na terenie całej Polski.
Po ukończeniu studiów w Lublinie i uzyskaniu w styczniu 1931 dyplomu magistra prawa na Uniwersytecie Jana Kazimierza we Lwowie, udał się na staż naukowy do Paryża. Po powrocie w 1932 podjął pracę na stanowisku prokurenta Państwowego Banku Rolnego w Lublinie, który w listopadzie 1935 zyskał nowoczesną siedzibę przy ulicy Chopina, a następnie w Poznaniu, gdzie rodzina Martyniaków przeprowadziła się w 1938. Był członkiem zarządu Koła Lubelskiego Zrzeszenia Pracowników Państwowego Banku Rolnego w Lublinie oraz działaczem Ligi Morskiej i Kolonialnej. 2 stycznia 1938 lokalna gazeta donosiła, że „zaszczytne wyróżnienie spotkało kilkanaście osób z okręgu lubelskiego Ligi Morskiej i Kolonialnej, za nieszczędzenie wysiłków w propagowaniu polskiego morza, polskiej marynarki i gromadzeniu Funduszów Obrony Morskiej”,  w tym m.in. Zygmunta Martyniaka, który otrzymał Srebrny Krzyż Zasługi.

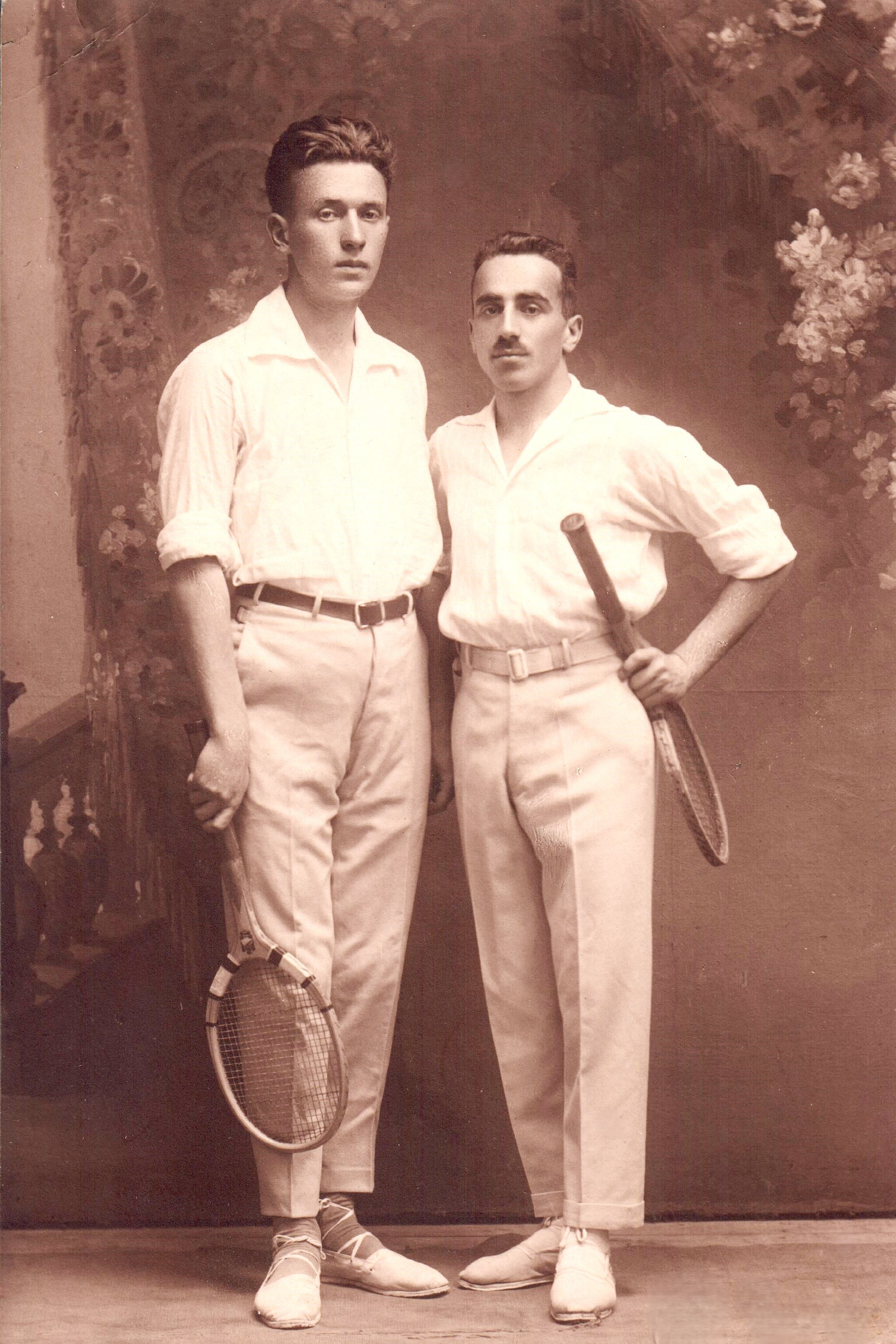
Zygmunt Martyniak (po lewej) z bratem stryjecznym Czesławem Martyniakiem, Lublin 1925.

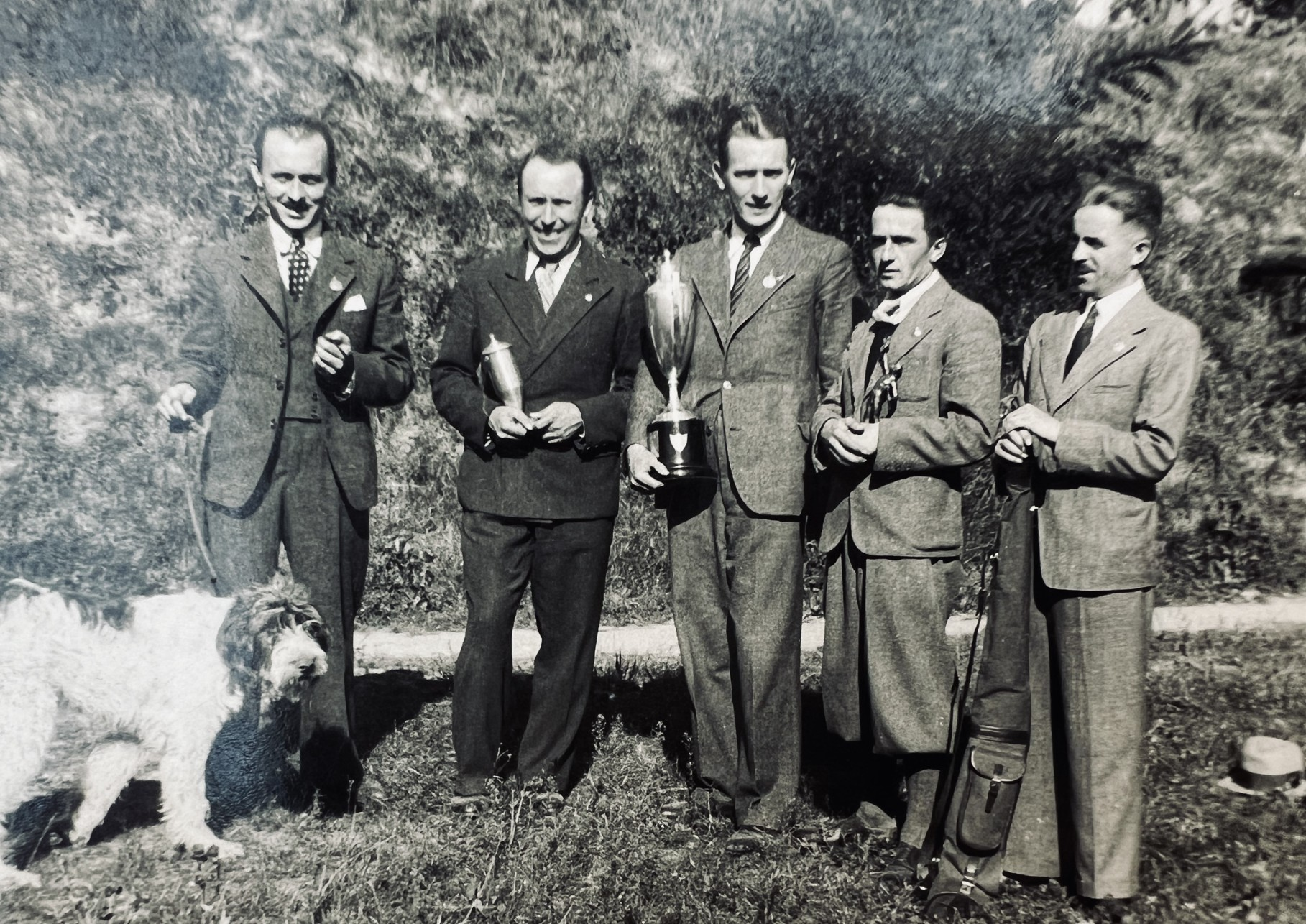
Zygmunt Martyniak (pośrodku) z pucharem - 1929.

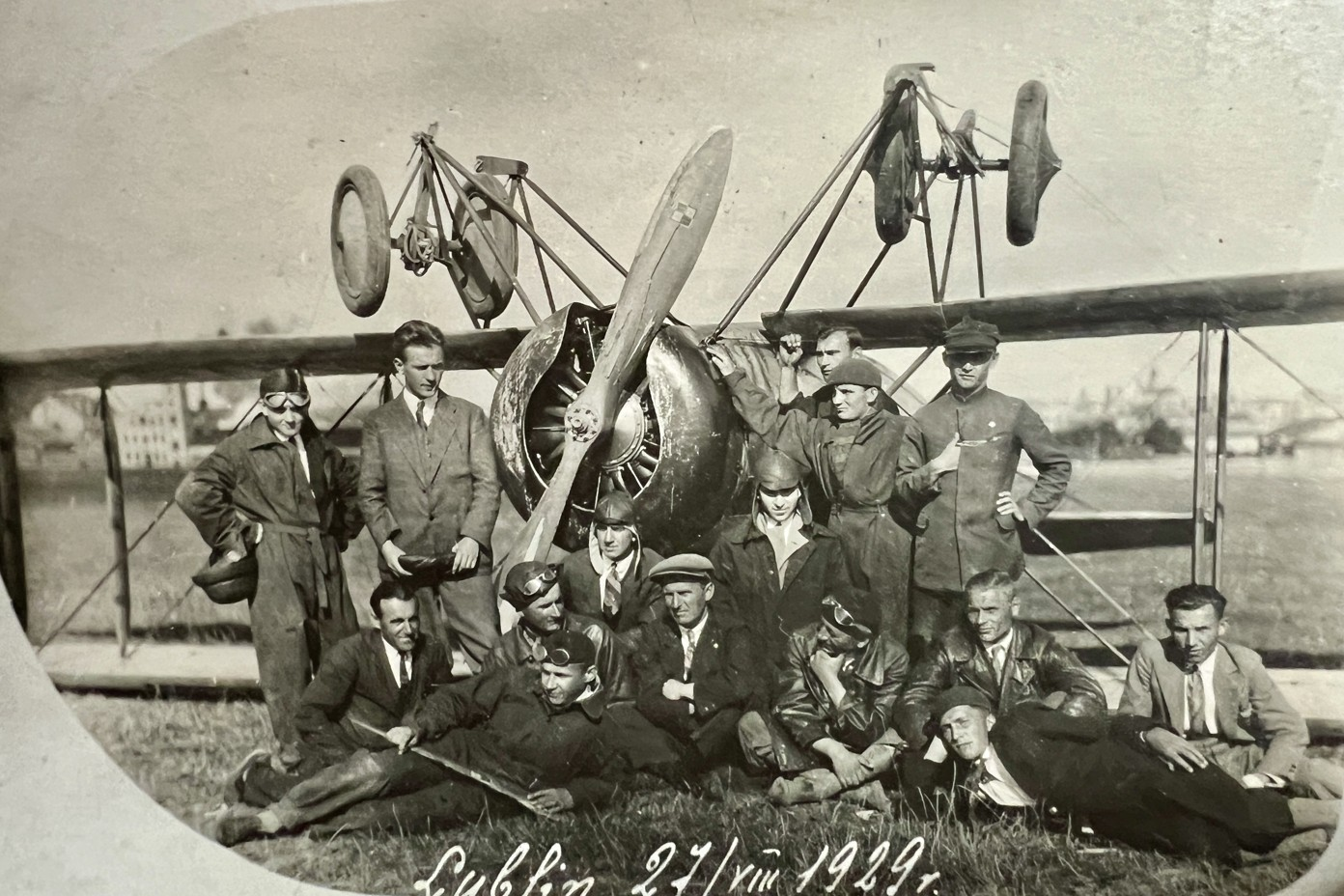
Zygmunt Martyniak (stoi, drugi z lewej) w Aeroklubie Lubelskim - Lublin, 27 sierpnia 1929.

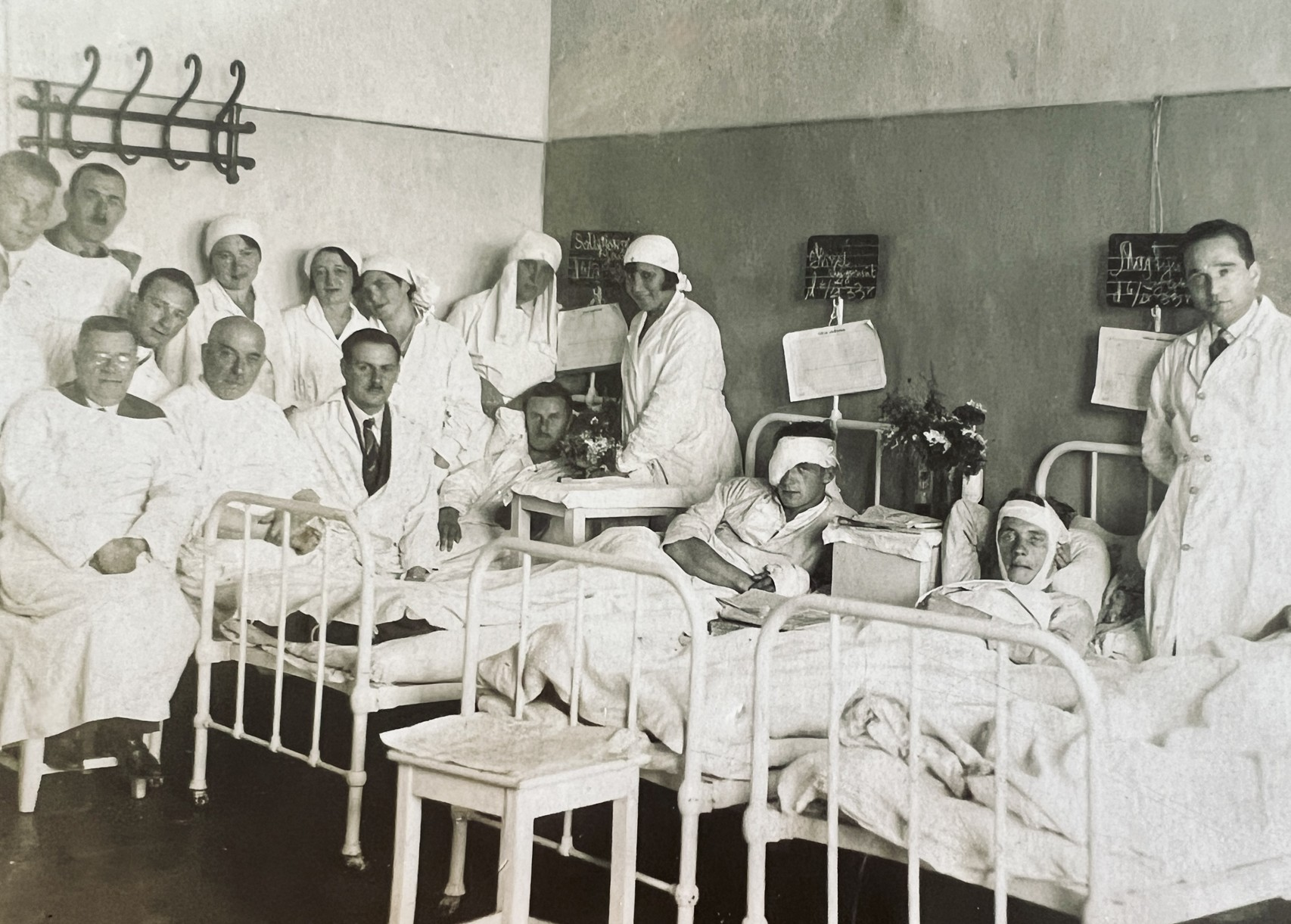
Pilot Zygmunt Martyniak i obserwator Zygmunt Kinel w szpitalu w Baranowiczach - wrzesień 1933.

### Kariera sportowa
Zygmunt Martyniak był wszechstronnym sportowcem. W okresie studenckim należał do Akademickiego Związku Sportowego KUL w Lublinie. Uprawiał m.in. pilotaż sportowy. W 1929 po odbytym szkoleniu w Szkole Pilotażu Lubelskiego Klubu Lotniczego został wylaszowany i uzyskał uprawnienia pilota. Był „jednym z najczynniejszych członków Aeroklubu Lubelskiego". W 1933 – lecąc nowym samolotem Lubelskiego Klubu Lotniczego LKL-4 – uzyskał III miejsce w klasyfikacji w zlocie gwiaździstym do Warszawy zawodników krajowych podczas Drugiego Międzynarodowego Meetingu Lotniczego w Warszawie. W tym też roku w czerwcu uczestniczył (reprezentując – obok Wojciecha Kołaczkowskiego – barwy Lubelskiego Klubu Lotniczego) w V-tym Locie Południowo-Zachodniej Polski im. Franciszka Żwirki, orgaznizowanym przez Aeroklub Krakowski. 6 września 1933 roku biorący udział w V Krajowym Konkursie Lotniczym Zygmunt Martyniak i obserwator Zygmunt Kinel ulegli katastrofie. Lecąc samolotem LKL-4, w pobliżu wsi Pogorzelce „samolot wpadł w płaski korkociąg i opadł na ziemię, rozbijając się doszczętnie" z wysokości około 100 m, a „załoga uległa ogólnemu potłuczeniu i w stanie groźnym odwieziona została do szpitala w Baranowiczach. „Nie odnieśli natomiast żadnych okaleczeń i obrażeń wewnętrznych".
Zygmunt Martyniak był czynnym zawodnikiem klubu sportowego Lublinianka. W 1925 występował w składzie KS Lublinianki grającej w finałach mistrzostw Polski w piłce nożnej (grupa wschodnia). Lublinianka przegrała wówczas z Pogonią Lwów, która zdobyła mistrzostwo Polski. 30 stycznia 1927 uczestniczył w dorocznym walnym zgromadzeniu Lubelskiego Związku Okręgowego Piłki Nożnej, w którym brali udział delegaci 12 klubów: z Lublina, Równego, Kowla, Chełma i Lubartowa, w czasie którego został wybrany na członka zarządu ZOPN, obok m.in. dr Jana Arnsztajna. W czasie trwania obrad złożył wniosek proponujący włączenie trzech kubów kl. C do kl. B okręgu lubelskiego i został on przyjęty większością głosów. Po zakończeniu kariery czynnego zawodnika, w latach 30. XX w., był sędzią piłkarskim (od 1931 był sędzią ligowym).  
W latach 20. i 30. XX w. Zygmunt Martyniak był czołowym tenisistą okręgu lubelskiego, m.in. w turniejach tenisowych WKS Unij, które odbywały się w Lublinie przy ul. Lipowej, w 1925 uzyskał I miejsce w grze podwójnej (Kijak), a w 1929 zdobył I miejsce w grze pojedynczej. W lipcu 1933 wystąpił w meczu o drużynowe mistrzostwo Polski, który odbył się w Lublinie, a mecz ten zakończył się zwycięstwem drużyny LKT Lwów. Sukcesy odnosił w grze deblowej, grając ze swym bratem stryjecznym Czesławem Martyniakiem, m.in. w 1928 zajęli II miejsce w grze podwójnej na turnieju tenisowym w Lublinie, w którym zwycięzcami zostali dr Arnsztajn i kpt. Dudziński (obecnie na Katolickim Uniwersytecie Lubelskim organizowane są rozgrywki tenisowe imienia prof. Czesława Martyniaka MARTYNIAK CUP). W 1934 był w gronie fundatorów pucharu im. dr Jana Arnsztajna, zawodnika i propagatora gry w tenisa ziemnego.  
Zygmunt Martyniak uprawiał również strzelectwo. W 1935 znalazł się w zespole ośmiu zawodników wyznaczonych z Lublina do grupy przedolimpijskiej w tej dyscyplinie sportu. W 1936 został wicemistrzem w III wewnętrznych zawodach strzeleckich pracowników Państwowego Banku Rolnego, w których udział wzięło ponad 800 pracowników Banku. Ponadto w 1937 uczestniczył w zawodach strzeleckich o mistrzostwo okręgu lubelskiego, gdzie również zdobył II miejsce.

### Służba wojskowa

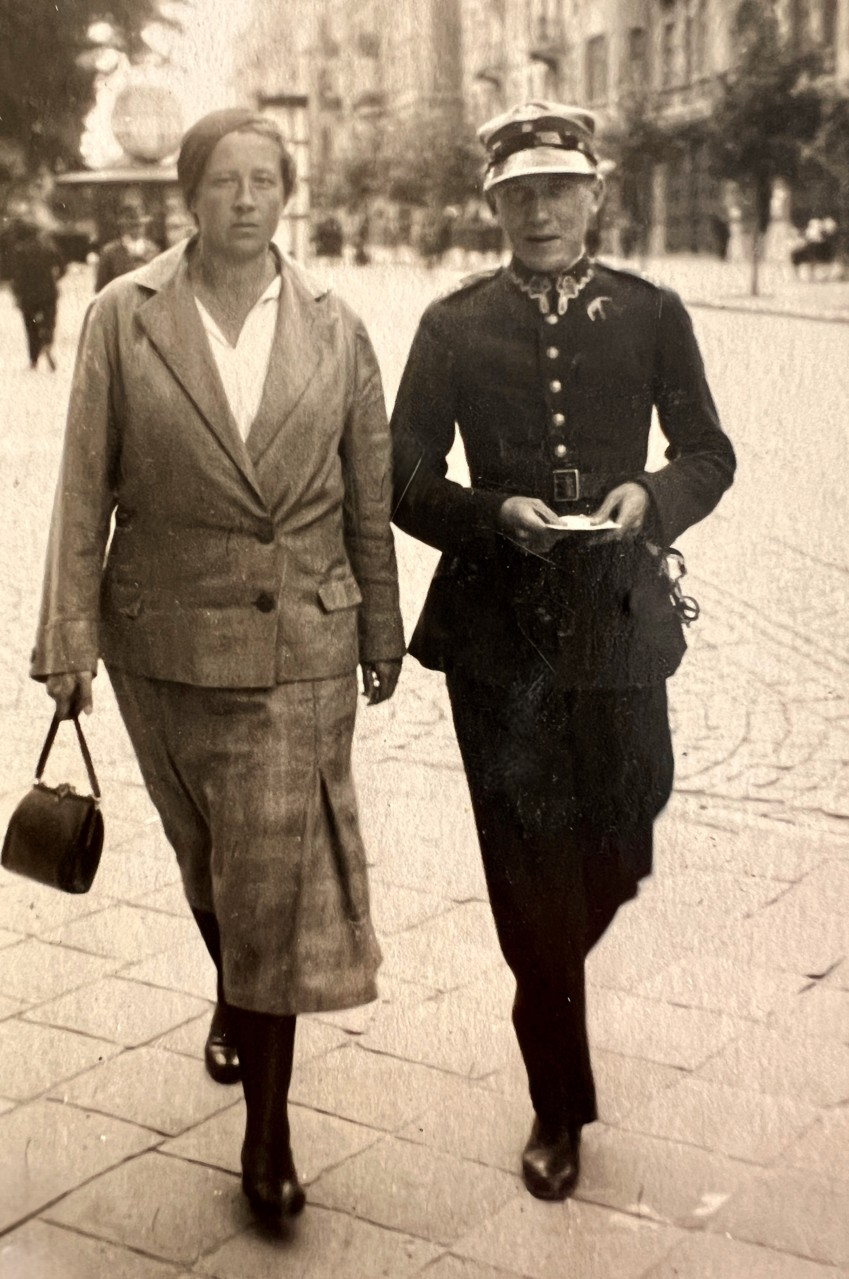
Zygmunt Martyniak z żoną Heleną z domu Janczewską - Lublin, sierpień 1937.

W 1931 Zygmunt Martyniak odbył dziesięciomiesięczne szkolenie wojskowe w Szkole Podchorążych Rezerwy Lotnictwa w Dęblinie (1931), a następnie został zwolniony do rezerwy w stopniu kaprala podchorążego. Po kolejnych kilkumiesięcznych ćwiczeniach wojskowych uzyskał nominację na stopień podporucznika rezerwy w korpusie lotnictwa. Tuż przed wybuchem II wojny światowej, w końcu sierpnia 1939, został zmobilizowany do Bazy Lotniczej nr 3 w Poznaniu, która następnie została przeniesiona na wschód Polski i wtedy też, na miejscu zbiórki, ostatni raz widziała go żona Helena i syn Jerzy, który miał w tym czasie zaledwie 5 lat. Brał udział w kampanii wrześniowej 1939. 18 września – po agresji ZSRR na Polskę – dostał się do niewoli sowieckiej w Złotnikach k. Trembowli i został osadzony w obozie jenieckim w Starobielsku. 3 kwietnia 1940 wysłał do żony Heleny telegram z pozdrowieniami i potwierdzeniem otrzymania od niej sześciu pocztówek. Wiosną 1940 na podstawie decyzji Biura Politycznego Wszechzwiązkowej Partii Komunistycznej (bolszewików) i naczelnych władz państwowych ZSRR z 5 marca 1940 – tak jak tysiące innych oficerów Wojska Polskiego, został wywieziony transportem kolejowym do Charkowa i zastrzelony przez funkcjonariuszy NKWD w tył głowy. Zwłoki zostały ukryte w zbiorowej mogile na terenie VI kwartału strefy leśnej w Piatichatkach, gdzie od 17 czerwca 2000 mieści się oficjalnie Cmentarzu Ofiar Totalitaryzmu w Charkowie. Figuruje na Liście Starobielskiej NKWD pod poz. 2284. Jak w wypadku wszystkich pozostałych ofiar tego mordu, na cmentarzu znajduje się tabliczka epitafijna upamiętniająca Zygmunta Martyniaka.

### Życie prywatne

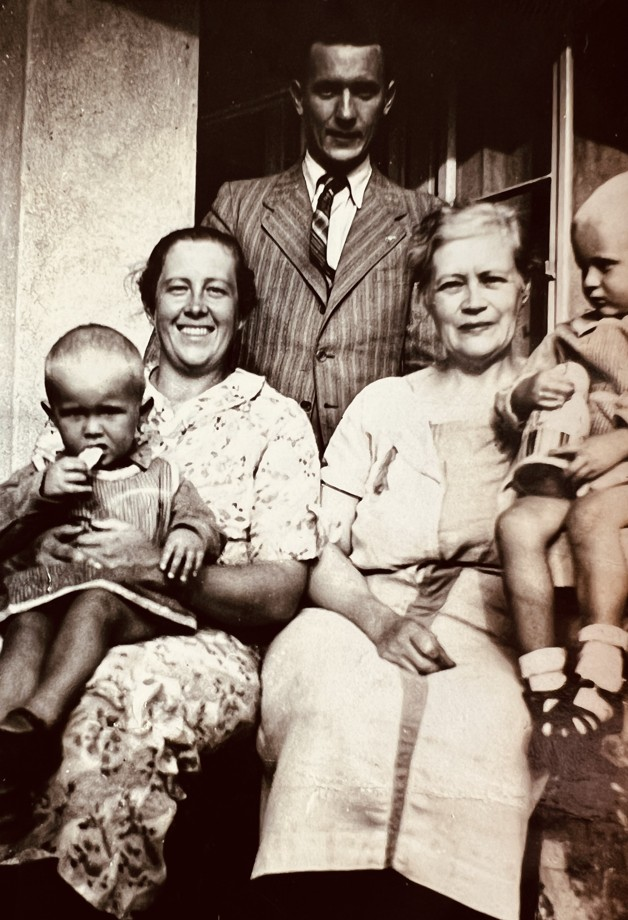
Zygmunt Martyniak z rodziną, od lewej syn Zbigniew, żona Helena z Janczewskich, teściowa Teodora Janczewska z Lubienieckich, syn Jerzy - Lublin, lipiec 1937.

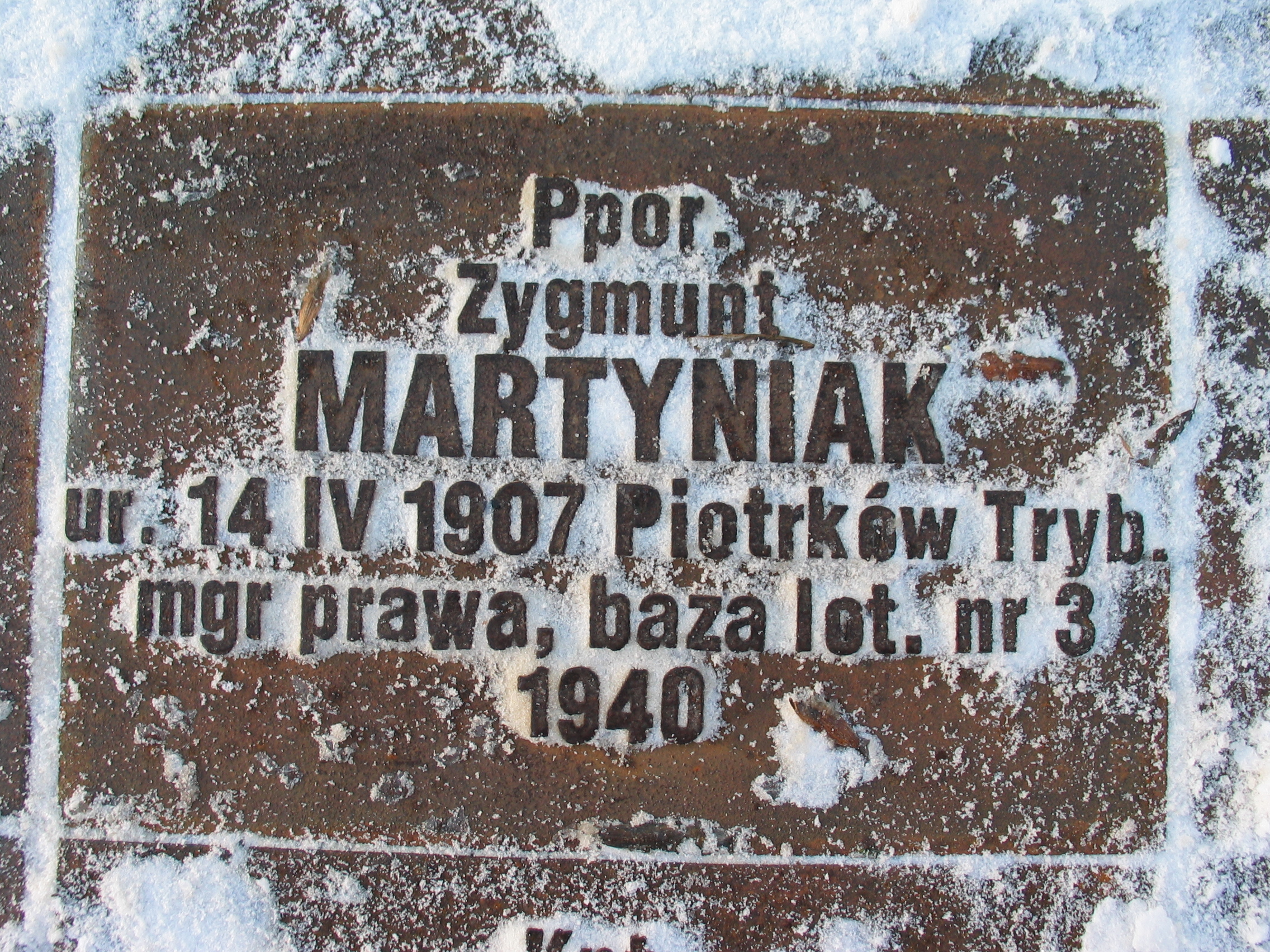
Tabliczka epitafijna na Cmentarzu Ofiar Totalitaryzmu w Charkowie, 31 stycznia 2007.

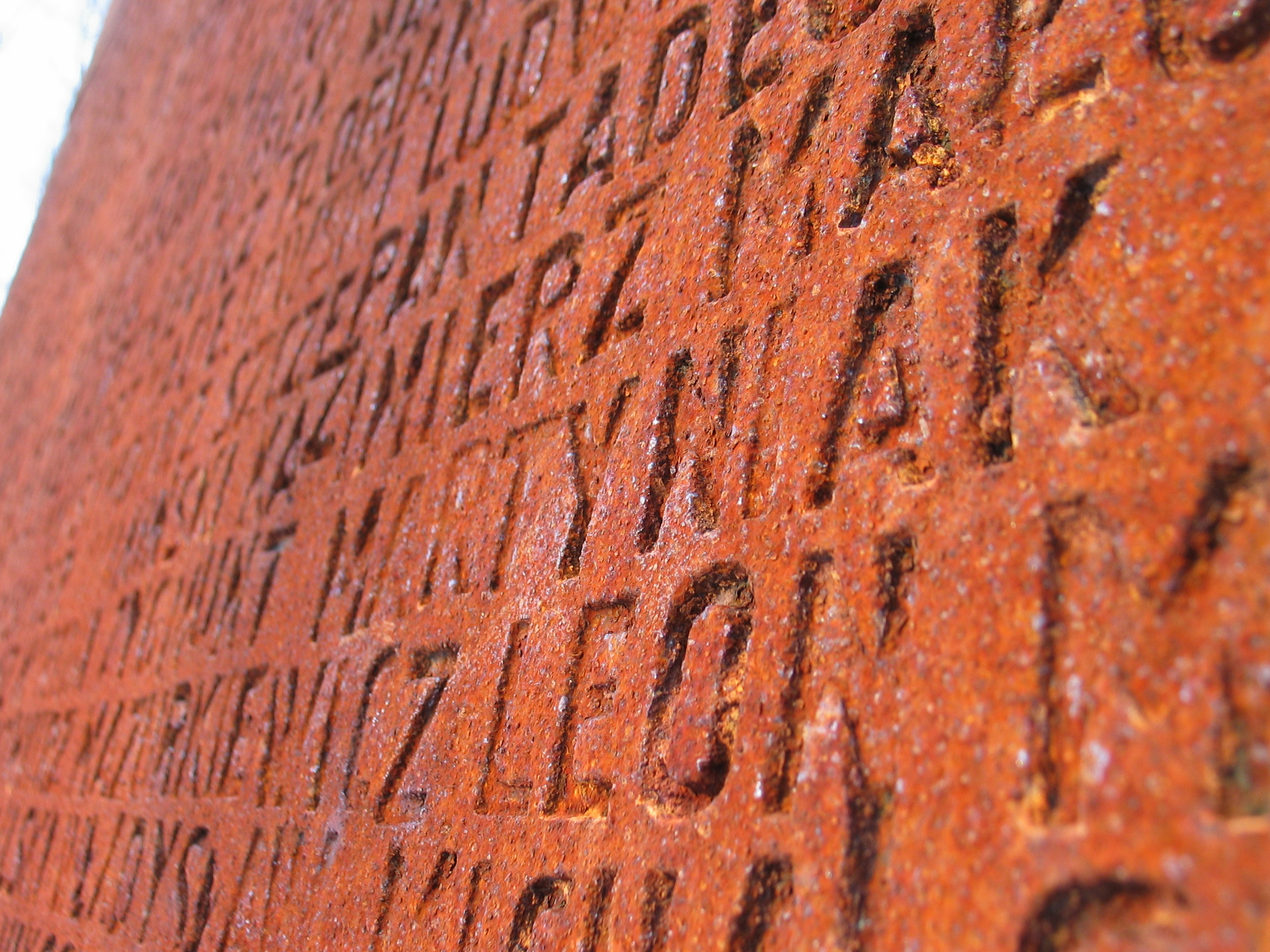
Polska ściana ołtarzowa na Cmentarzu Ofiar Totalitaryzmu w Charkowie, gdzie umieszczono imiona i nazwiska charkowskich ofiar zbrodni katyńskiej, w tym m.in. Zygmunta Martyniaka, 31 stycznia 2007.

Żona – Helena z Janczewskich (ślub został zawarty 6 sierpnia 1933 w Lublinie, a związek małżeński pobłogosławił ksiądz Szymański – rektor Katolickiego Uniwersytetu Lubelskiego), siostrzenica prof. Jana Henryka Lubienieckiego, ukończyła polonistykę na Uniwersytecie Lubelskim w Lublinie. W latach 1923/24 zasiadała w Radzie nadzorczej „Bratniej Pomocy Studentów Uniwersytetu Lubelskiego". Ponadto należała – razem z późniejszym Prymasem Polski Stefanem Wyszyńskim – do Ligi Katolickiej w Lublinie, a także Stowarzyszenia Katolickiej Młodzieży Akademickiej „Odrodzenie”, którego również byli członkami. W 1924 otrzymała "Odznakę za Zasługę" za wytrwałe i umiejętne prowadzenie Harcerstwa na Kresach, a w 1928 Medal Dziesięciolecia Odzyskanej Niepodległości. W 1930 została mianowana nauczycielką Gimnazjum Państwowego im. W. Syrokomli w Nieświeżu. W 1938 należała do grona Honorowych Gospodyń na Balu Morskim w Lublinie, z którego część dochodu z biletów trafiała na cel charytatywny związany m.in. z  Funduszem Obrony Morskiej. Po II wojnie światowej mieszkała wraz z synami w Chrzanowie, gdzie była nauczycielką języka polskiego w I Liceum Ogólnokształcącym im. St. Staszica, a następnie w Technikum Mechaniczno-Elektrycznym. Owocem związku małżeńskiego Heleny i Zygmunta byli: Jerzy Martyniak (1934–2024), Zbigniew Martyniak  (1936–2002) i Jan Zygmunt Martyniak  (1940–2006).

## Ordery i odznaczenia
- W okresie szkolnym został mu nadany Krzyż harcerski[79].
- Otrzymał Odznakę Strzelca Wyborowego (złotą z wieńcem), za zawody o Odznakę przeprowadzone w dniach 10 i 19 listopada 1935 w Lublinie[80].
- 11 listopada 1937 został odznaczony Srebrnym Krzyżem Zasługi[23] „za zasługi na polu pracy społecznej".
- 15 sierpnia 1985 Szef Biura Ministerstwa Spraw Wojskowych w Londynie nadał mu pośmiertnie Krzyż Kampanii Wrześniowej 1939[81].
- 29 kwietnia 1991 Prezydent Rzeczypospolitej Polskiej Lech Wałęsa podpisał postanowienie o pośmiertnym odznaczeniu Zygmunta Martyniaka Medalem „Za udział w wojnie obronnej 1939”[82].

## Upamiętnienie
11 listopada 1976 „w hołdzie ofierze życia Żołnierzy Polskich, zamordowanych w 1940 roku w Związku Sowieckich Republik” Prezydent RP na Uchodźstwie Stanisław Ostrowski podpisał Zarządzenie, które umożliwiło udekorowanie Pomnika Katyńskiego w Londynie Srebrnym Krzyżem Orderu Wojennego Virtuti Militari.
5 października 2007 minister obrony narodowej Aleksander Szczygło mianował go pośmiertnie na stopień porucznika. Awans został ogłoszony 10 listopada 2007 w Warszawie, w trakcie uroczystości „Katyń Pamiętamy – Uczcijmy Pamięć Bohaterów”.
W 2009 Komitet Organizacyjny Programu „Katyń.. ocalić od zapomnienia" – dla uhonorowania pamięci porucznika Zygmunta Martyniaka, poinformował, że posadzony został Dąb Pamięci, a rodzinie przekazano stosowny certyfikat.